# Elberton
Elberton é uma cidade localizada no estado americano de Geórgia, no Condado de Elbert.

## Demografia
Segundo o censo americano de 2000, a sua população era de 4743 habitantes.
Em 2006, foi estimada uma população de 4667, um decréscimo de 76 (-1.6%).

## Geografia
De acordo com o United States Census Bureau tem uma área de
10,4 km², dos quais 10,4 km² cobertos por terra e 0,0 km² cobertos por água.

## Localidades na vizinhança
O diagrama seguinte representa as localidades num raio de 28 km ao redor de Elberton.